# 高木綾子
高木 綾子（たかぎ あやこ、1977年9月2日 - ）は、愛知県豊田市出身のフルート奏者。フルートを西村智江、橋本量至、ジェラール・ノアック、小坂哲也、山崎成美、金昌国、パウル・マイゼンに、室内楽を岡崎耕治に師事。東京芸術大学音楽学部附属音楽高等学校、東京芸術大学卒業、東京芸術大学大学院修了。株式会社AMATI所属。東京芸術大学准教授、洗足学園音楽大学客員教授。尚美ミュージックカレッジ専門学校、武蔵野音楽大学、日本大学において非常勤講師を勤めている。
2007年4月3日、トロンボーン奏者松永英也と結婚。2009年9月13日男児、2011年9月20日女児、2013年8月24日に男児をそれぞれ出産。

## プロフィール
愛知県豊田市出身。3歳よりピアノ、8歳よりフルートを始める。東京芸術大学付属高校、東京芸術大学を経て、同大学院修了。
毎日新聞社主催全日本学生音楽コンクール東京大会第1位(1995年)、神戸国際フルートコンクール奨励賞(1997年)、大学内にてNTT Docomo奨学金を受け、安宅賞(1997年)、宝塚ベガコンクール優勝(1999年)、日本フルートコンベンションコンクール優勝、併せてオーディエンス賞（1999年）、第17回日本管打楽器コンクール、フルート部門第1位及び特別賞(2000年)、第70回日本音楽コンクールフルート部門第1位 (2001年)、第12回新日鐵音楽賞フレッシュアーティスト賞(2001年) 、ジャン=ピエール・ランパル国際フルートコンクール第3位(2005年)、神戸国際フルートコンクール第３位（2005年）など多数の受賞歴を誇る。　
一方で、大学在学中より本格的な演奏活動を開始。これまでにNHK交響楽団を始め、国内主要オーケストラとの共演はもとより、ベルリン・ユーバル・カルテット、チェコフィルハーモニー八重奏団、新イタリア合奏団、シュトゥットガルト室内管弦楽団、フランツ・リスト室内管弦楽団、ミラノ・スカラ弦楽合奏団、オーベルニュ室内管弦楽団、香港シンフォニエッタ、サンクトペテルブルク交響楽団の日本ツアーのソリストとして同行、2004年秋にはパリ室内管弦楽団との共演でパリ・デビュー、続く日本ツアーにも同行し好評を博した。
トヨタ・クラシックス2006では、下野竜也指揮・名古屋フィルハーモニー管弦楽団のソリストとして、アジアツアーへ同行。（シンガポール、フィリピン、台湾、韓国、タイ、香港、マレーシアの7都市）　2008年6月には、韓国にてKBS交響楽団と共演。2009年4月、「天皇・皇后両陛下ご成婚50周年ご即位20周年記念コンサート」において、NHK交響楽団とフルート協奏曲を共演。さらに各地でのリサイタルや室内楽の演奏会にも多数出演している。2010年1月には、デビュー10周年を記念して、エイベックスより金聖響指揮オーケストラアンサンブル金沢共演で「モーツァルトフルート協奏曲集」、コロムビアより高木綾子ベストアルバム「シランクス」を2枚同時リリース。また、同年秋には東京紀尾井ホールにおいて、「高木綾子デビュー10周年記念リサイタル」を開催。イサン・ユンのエチュードを全曲演奏するなど、常に挑戦する姿勢に、評論家や聴衆から数々の賛辞が贈られた。
2000年にCDデビューを果たし、これまでに最新アルバム「モーツァルト:フルート四重奏曲集（2011年7月発売）」を含む12枚をリリース。すべてが高い評価とセールス実績を残している。また、テレビ・ラジオ・CM出演など従来のクラシック演奏家の枠にとらわれない幅広い活動とレパートリーで各方面から注目を集めている。現在、東京芸術大学准教授、洗足学園音楽大学客員教授。尚美ミュージックカレッジ専門学校、武蔵野音楽大学、日本大学芸術学部において非常勤講師を務めるなど後進の指導もおこなっている。

## 成績・賞歴
- 1995年　毎日新聞社主催全日本学生音楽コンクール東京大会第1位。
- 1997年　神戸国際フルート・コンクール奨励賞。
- 1998年　日本音楽コンクール入選。
- 1999年　宝塚ベガコンクール優勝。
- 1999年　日本フルート・コンベンション・コンクール優勝、オーディエンス賞受賞。
- 2000年　第17回日本管打楽器コンクール、フルート部門1位、審査員特別賞、文部大臣奨励賞、東京都知事賞。
- 2001年　第70回日本音楽コンクール、フルート部門1位。
- 2001年　ジャン＝ピエール・ランパル国際フルートコンクール第4位（1、2位なし）。
- 2001年　第12回新日鐵音楽賞フレッシュ・アーティスト賞。
- 2005年　ジャン＝ピエール・ランパル国際フルートコンクール第3位。
- 2005年　神戸国際フルート・コンクール第3位。

## 音楽ソフト

### CD
オリジナル・アルバム
- シシリエンヌ〜フルート名曲集（2000年3月18日、コロムビア）
- 卒業写真〜高木綾子 plays ユーミン on フルート（2000年3月18日、コロムビア）
- ジェントル・ドリームズ〜20世紀のフルート音楽（2000年7月20日、コロムビア）
- 青春の輝き〜高木綾子 plays カーペンターズ（2000年7月20日、コロムビア）
- LATIN AMERICA〜南の想い（2001年2月21日、コロムビア）
- AIR BLEU〜青の余白（2001年9月21日、コロムビア）
- イタリア（2002年7月20日、コロムビア）（2003年3月21日にDVD-Audio版が発売、コロムビア）
- EARTH（2003年10月22日、コロムビア）
- 海へ / 高木綾子meets福田進一（2005年6月22日、コロムビア）
- モーツァルト:フルート協奏曲（金聖響指揮オーケストラ・アンサンブル金沢）（2010年1月20日、avex-CLASSICS）（Hybrid SACD）
- シランクス~高木綾子ベスト（2010年1月20日、コロムビア）（未発表音源のジョビン『ジンジ』と特典映像＜ヴィヴァルディ：『ごしきひわ』や『夜』から＞DVD付）
- モーツァルト:フルート四重奏曲全集（長原幸太（ヴァイオリン）、鈴木康浩（ヴィオラ）、上森祥平（チェロ））（2011年7月27日、avex-CLASSICS）（Hybrid SACD）（2014年11月26日にBlu-spec CDが発売、avex-CLASSICS）
- シャミナード作品集（2023年2月7日、ALM Records）（坂井千春（ピアノ）、玉井菜採（ヴァイオリン）、向山佳絵子（チェロ）、吉本萌慧（ヴァイオリン）、和田志織（ヴィオラ）、水野翔子（コントラバス））

参加アルバム
- くまの子ウーフ（加羽沢美濃）（2000年6月21日、コロムビア）
- KoKoRo-Dozen Hearts（バックストリート・ボーイズのカヴァー・アルバム）（2002年3月27日、BMGジャパン）
- ランデヴー〜プロデュースド・バイ coba（2003年5月17日、ビクターエンタテインメント）
- 山口恭子、一ノ瀬トニカ、猿谷紀郎作品集（岩城宏之指揮オーケストラ・アンサンブル金沢）（2004年2月25日、ワーナーミュージック・ジャパン）
- ベートーヴェン：交響曲第3番「英雄」、「コリオラン」序曲（エリアフ・インバル指揮東京都交響楽団）（2009年7月23日、オクタヴィアレコード）（オーケストラの第1フルート）
- ブラームス：交響曲第2番、第4番（三浦文彰指揮 、ARK PHILHARMONIC）（2024年7月24日、avex）

オムニバス・アルバム
- プリンセス〜優しいまなざしの貴女に…（2001年9月1日、コロムビア）
- 小学校行事・放送用音楽集 朝の音楽（登校時の音楽）（2001年9月1日、コロムビア）
- 小学校行事・放送用音楽集 清掃時・行事・校内放送の音楽（2001年9月1日、コロムビア）
- Angelissimo ~ lullaby（2001年9月21日、コロムビア）
- eternal… lullaby（2001年11月21日、コロムビア）
- FURUSATO2〜古里（2002年3月30日、コロムビア）
- GRACE〜Jクラシックのミューズたち（2002年5月18日、コロムビア）
- delight（2002年11月21日、コロムビア）
- 別れの曲〜TVの中のクラシック（2003年7月23日、コロムビア）
- 上質空間（2004年8月25日、コロムビア）
- 赤ちゃんといっしょ〜ごきげん赤ちゃん・ママも聞きたい音楽〜（2005年5月18日、コロムビア）
- ありがとうの音楽（2006年6月7日、コロムビア）
- 決定盤 歌のないポップス&ニューミュージック大全集（2006年10月18日、コロムビア）
- 小学校 行事・放送用音楽集　朝の音楽（2009年9月30日、コロムビア）
- ゼクシィ presents 心をつなぐ Wedding Songs ~かけがえのない時を刻むインストゥルメンタルJ-POP（2012年2月22日、コロムビア）
- オーラ・ルミエールfromドラマ&シネマ~美しい感動~（2012年4月4日、EMIミュージックジャパン）
- ブエノスアイレスの冬~tribute to A Piazzolla（2012年12月19日、コロムビア）
- 雨の日クラシック（2013年5月22日、コロムビア）
- カヨ子おばあちゃんの 脳育クラシック（2014年2月12日、avex-CLASSICS）

### DVD
- デンオン・Jクラシック・コンサート・ライヴ（2000年11月18日、コロムビア）
- イタリア（DVD Audio）（2003年3月21日、コロムビア）
- [DVDオーディオ・チェック・ディスク] これがDVDオーディオだ! 2004（2004年3月17日、コロムビア）

### 楽譜
- フルートソロ　高木綾子ベストコレクション（2000年12月22日、ヤマハミュージックメディア）
- ブエノスアイレスの冬（ピアソラ）（2001年9月27日、ヤマハミュージックメディア）
- フルートソロ　高木綾子ベストコレクション〜愛の小径（2005年2月25日、ヤマハミュージックメディア）（2000年発売のベストコレクションに「ブエノスアイレスの冬」と「EARTH」とが追加されたもの）
- フルートソロ　高木綾子ベスト・セレクション（2011年10月22日、ヤマハミュージックメディア）（『ベストコレクション〜愛の小径』からリーバーマンのソナタが省かれ、代りに、モリコーネの「ガブリエルのオーボエ」とドビュッシーの「シランクス」が追加されている）
- フルート 演奏会用クラシックレパートリー DEBUSSY/RAVEL for Flute & Piano（2024年4月15日、ヤマハミュージックエンタテイメントホールディングス）（監修・模範演奏）

## 出演

### CM
- P&G 薬用石鹸ミューズ（2000年）
- 花王 ニベア 8×4わきピタガード（2002年）